# Hullik a fáról sárga levél
A Hullik a fáról sárga levél dallamát Henry Purcell komponálta. A magyar szöveget Rossa Ernő írta.
A dal  énekelhető három szólamú kánonban.

## Felvételek
- Purcell: Z 286. Under this stone lies Gabriel John (youtube)
- GabrielJohn.wmv (youtube)
- Henry Purcell -- Under this stone -- Deller Consort  (youtube)
- Under this stone. Henry Purcell
- Purcell - Under this stone lies Gabriel John Z 286 (youtube)